# نبیل کباب
نبیل کباب (به انگلیسی: Nabil Kebbab) (زادهٔ ۳۰ دسامبر ۱۹۸۳) شناگر اهل الجزایر است.